# Piper fuligineum
Piper fuligineum är en pepparväxtart som beskrevs av Carl Sigismund Kunth. Piper fuligineum ingår i släktet Piper och familjen pepparväxter. Inga underarter finns listade i Catalogue of Life.